# Liste der portugiesischen Botschafter in Bosnien und Herzegowina
Die Liste der portugiesischen Botschafter in Bosnien und Herzegowina listet die Botschafter der Republik Portugal in Bosnien und Herzegowina auf. Die beiden Staaten unterhalten seit 1995 diplomatische Beziehungen.
Eine eigene Botschaft in Bosnien und Herzegowina richtete Portugal seither nicht ein, das Land gehört zum Amtsbezirk des portugiesischen Botschafters in der serbischen Hauptstadt Belgrad, der dazu in der bosnisch-herzegowinischen Hauptstadt Sarajevo doppelakkreditiert wird (Stand 2019).
Bis zur Unabhängigkeit Bosnien und Herzegowinas 1992 bestimmten die jugoslawisch-portugiesischen Beziehungen das Verhältnis.

## Missionschefs
| Name                                               | Bild                    | Amtszeit                            | Anmerkungen             |
| Bosnien und Herzegowina                            | Bosnien und Herzegowina | Bosnien und Herzegowina             | Bosnien und Herzegowina |
| -------------------------------------------------- | ----------------------- | ----------------------------------- | ----------------------- |
| Rogério Paulo Silvestre Lopes                      |                         | 1994–1996                           |                         |
| António Moreira Tânger Correia                     |                         | 1996–2001                           |                         |
| António Augusto Russo Dias                         |                         | 29. Oktober 2001 –29. Oktober 2004  |                         |
| Paulo Tiago Jerónimo da Silva                      |                         | 2. November 2004 –10. November 2008 |                         |
| Caetano Luís Pequito de Almeida Sampaio            |                         | 12. November 2008 –31. März 2012    |                         |
| Maria do Carmo de Sousa Pinto Allegro de Magalhães |                         | 2. Mai 2012 –10. Dezember 2012      |                         |
| Augusto José Pestana Saraiva Peixoto               |                         | 3. April 2013–                      |                         |
| Maria Virgínia Mendes da Silva Pina                |                         | seit 25. März 2019                  |                         |